# Tierras Australes y Antárticas Francesas
Las Tierras Australes y Antárticas Francesas (TAAF) son un conjunto de dependencias de ultramar pertenecientes a Francia. La denominación francesa oficial (Terres australes et antarctiques françaises) implica la reivindicación de territorios antárticos, no reconocida internacionalmente. El conjunto tiene el estatus de Territorio de ultramar (Territoire d'outre-mer) y está dividido en cinco distritos:
- Islas Kerguelen.
- Islas San Pablo y Ámsterdam.
- Islas Crozet.
- Tierra Adelia (en la Antártida).
- Islas Dispersas del Océano Índico (desde febrero de 2007).

La superficie del territorio es de 439 781 km², incluyendo Tierra Adelia (territorio antártico que Francia reivindica), donde se ubica la estación permanente Dumont d'Urville, y cuya superficie es de unos 432 000 km². El conjunto forma parte del grupo de Países y territorios de ultramar (PTU) cuyos nacionales son ciudadanos europeos. Sin embargo, los PTU no forman parte del territorio de la Unión Europea (UE), y por tanto no son objeto directamente de la legislación de la UE, pero se benefician del estado de asociados que se les otorga por el Tratado de Lisboa de 2009.
Con una población variable que no supera los 200 habitantes en su ocupación álgida, los territorios se administran fuera del territorio, precisamente desde Saint Pierre, en el departamento de la isla Reunión.

## Historia
Casi todas las islas fueron descubiertas y reclamadas por Francia durante el siglo XIX. Sólo Ámsterdam y Juan de Nova (perteneciente al grupo de Islas Dispersas) fueron descubiertas durante el siglo XVI por España, y reclamadas posteriormente por Francia. Ninguna de las islas estaba habitada antes de la llegada de los europeos. Para facilitar su administración, el gobierno francés creó en 1955 las Tierras Australes y Antárticas Francesas, donde además de las islas, adjuntó el territorio que reclama sobre la Antártida. En febrero de 2007, se añadieron al territorio las Islas Dispersas, anteriormente bajo jurisdicción de la isla Reunión. En octubre de 2024, el presidente de Madagascar, Andry Rajoelina, reafirmó su deseo de obtener de Francia la devolución de las Islas Dispersas, reclamadas por Madagascar desde 1973.

## Política
Las Tierras Australes y Antárticas Francesas han sido un territorio de ultramar francés desde 1955. Antes de esto, eran administradas desde París por el administrador superior (administrateur supérieur en francés), asistido por el secretario general. Sin embargo, desde 2004 tienen su propio prefecto-administrador superior (préfet-administrateur supérieur), Évelyne Decorps, desde 2018, quien tiene la sede de su administración en Saint-Pierre, Reunión.

## Organización territorial
Desde 2007, las Tierras Australes y Antárticas Francesas están divididas en cinco distritos para su administración. Además, cada distrito cuenta con su propio jefe de distrito, cuyos poderes son similares a los de cualquier alcalde francés.
| Distrito              | Capital               | Población | Población | Área    | ZEE       |
| --------------------- | --------------------- | --------- | --------- | ------- | --------- |
| Distrito              | Capital               | Invierno  | Verano    | (km²)   | (km²)     |
| San Pablo y Ámsterdam | Base Martin de Viviès | 25        | 45        | 61      | 502 533   |
| Islas Crozet          | Base Alfred Faure     | 25        | 45        | 352     | 567 475   |
| Islas Kerguelen       | Port-aux-Français     | 70        | 110       | 7215    | 563 869   |
| Tierra Adelia         | Base Dumont d'Urville | 30        | 110       | 432 000 | -         |
| Islas Dispersas       | Saint-Pierre          | 56        | 56        | 38,6    | 593 276   |
| TAAF                  | Saint-Pierre          | 216       | 366       | 439 781 | 2 274 277 |

## Geografía

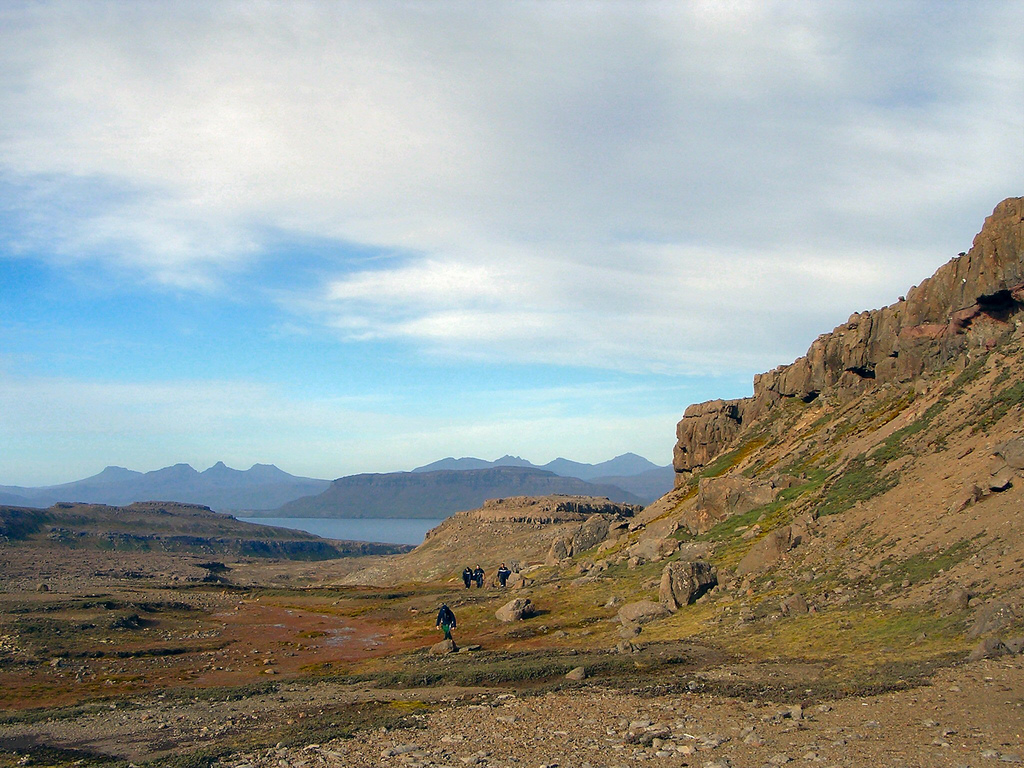
Port Couvreux, Islas Kerguelen.

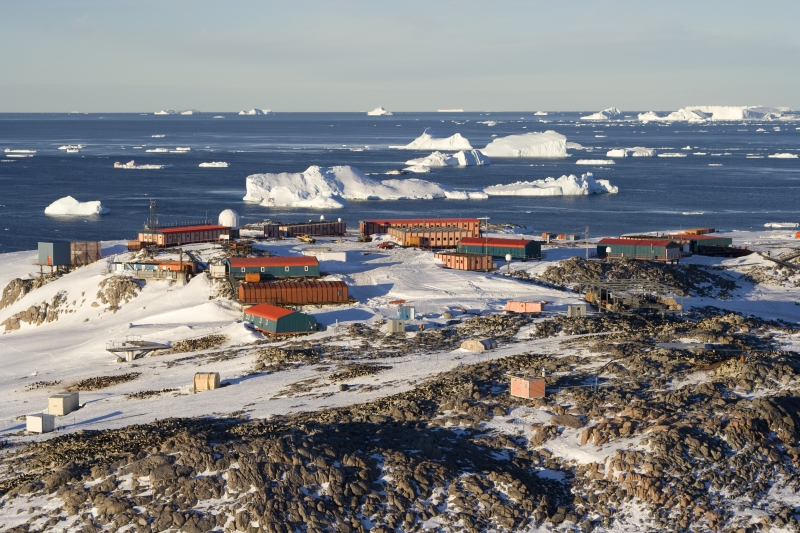
Estación de Dumont d'Urville, Tierra Adelia.

Todas las islas se encuentran ubicadas al sur del océano Índico, abarcando cerca de 7750 km². Kerguelen, Crozet, San Pablo y Ámsterdam son islas de origen volcánico y se caracterizan por tener un terreno montañoso. El punto más alto de la región es el monte Ross, en Kerguelen, con 1850 m s. n. m. En estas islas predomina un clima frío, oceánico, húmedo y ventoso. Por su parte, las Islas Dispersas son atolones con un relieve plano y un suelo arenoso, con un clima tropical.
Según los reclamos territoriales de Francia, la Tierra de Adelia abarca cerca de 432 000 km² y corresponde al territorio de la Antártida que yace entre los meridianos 136° E y 142° E. Limita al oriente y al occidente con el Territorio Antártico Australiano. Su territorio está cubierto por glaciares durante todo el año.

## Economía
La pesca es la principal actividad económica, siendo los principales productos capturados la langosta espinosa y la merluza negra. El resto de las actividades son muy limitadas en las islas, destacando el servicio meteorológico y de investigaciones geofísicas, así como la base militar y el puerto destinado a la flota francesa de la región. Hay cuatro aeropuertos en el territorio, todos ellos en el distrito de las Islas Dispersas.

## Reserva natural nacional de las Tierras Australes Francesas

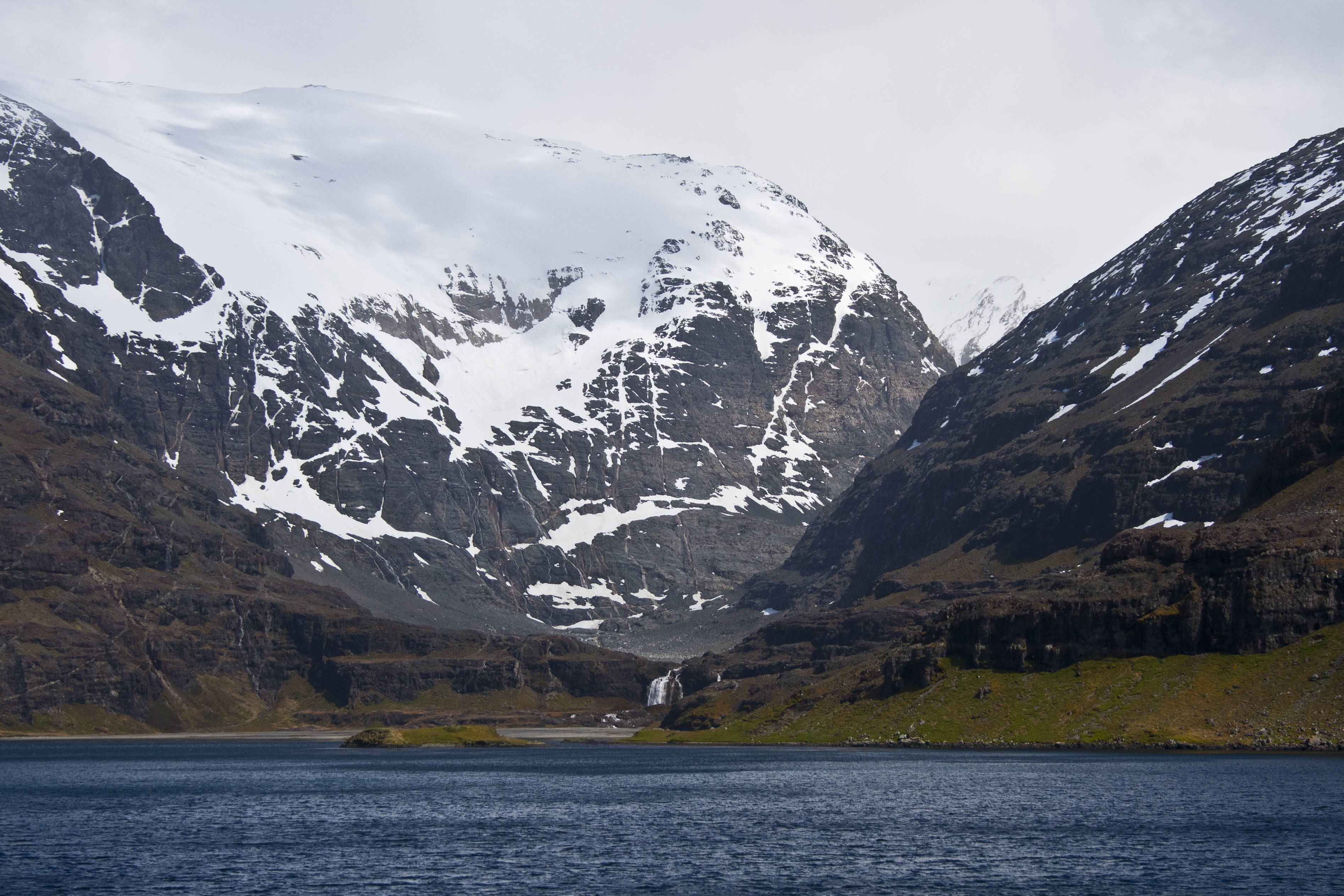
Península de la Sociedad de Geografia en las islas Kerguelen

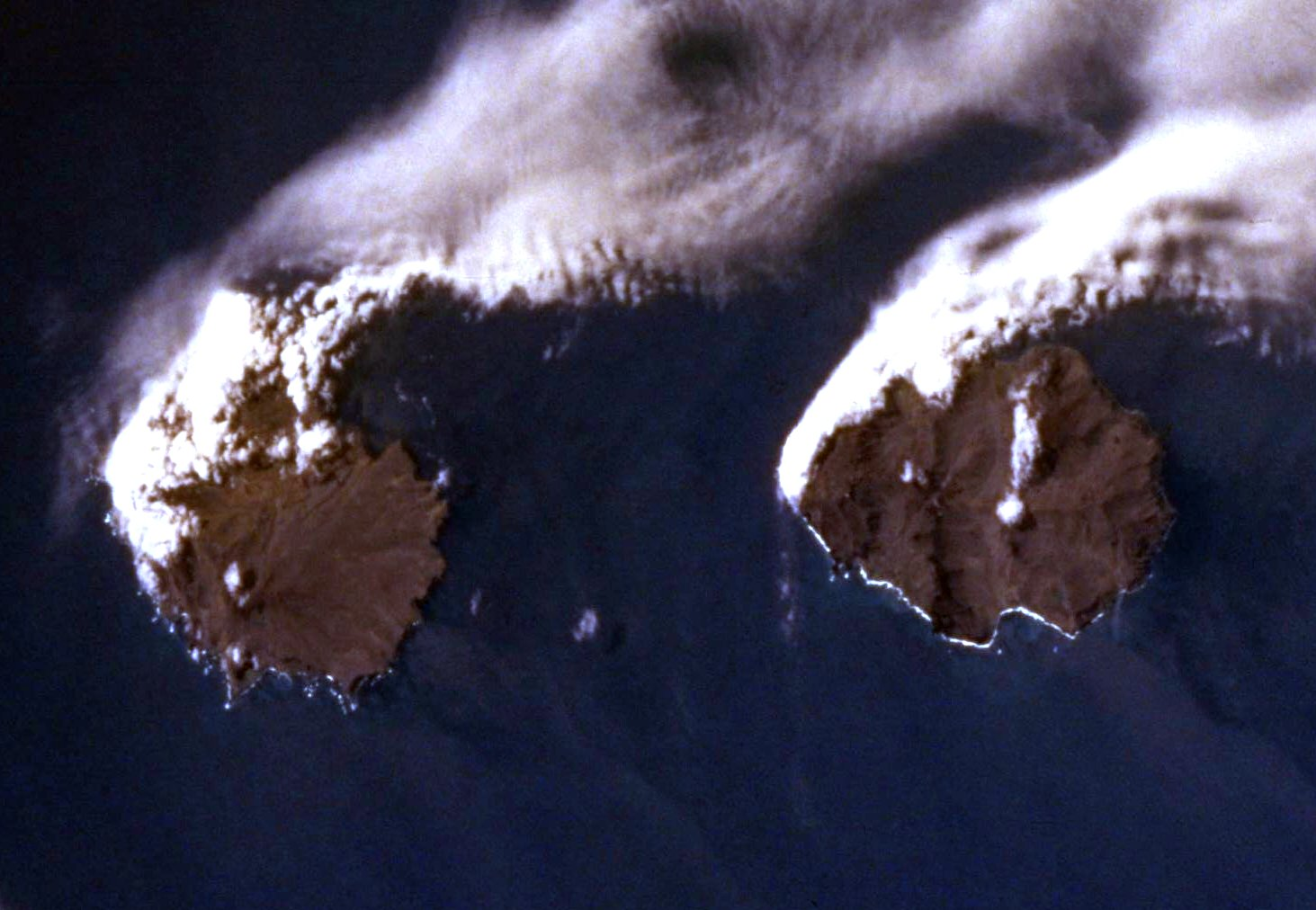
Islas Crozet

El 11 de febrero de 2022, con ocasión de la Cumbre Oceánica de Brest, el presidente Macron anunció la ampliación del área protegida de las Tierras Australes y Antárticas Francesas (TAAF)), conocida como Reserva natural nacional de las Tierras Australes Francesas, que desde 2016 abarcaba 672.000 km2 al sur del océano Índico, hasta 1,6 millones de km2, ampliando la región protegida casi un millón de kilómetros cuadrados, dentro de la Estrategia nacional para las áreas protegidas 2030, que ya supera en un 30 por ciento el objetivo de áreas terrestres y marítimas protegidas por Francia. El área protegida incluye el archipiélago de Crozet, las islas Kerguelen y las islas San Pablo y Ámsterdam, además de 60 pequeños islotes en la zona subantártica. La ampliación la convierte en la segunda zona protegida más extensa del mundo después de Marae Moana, en las islas Cook.
La riqueza de las aguas permite la existencia de una rica biodiversidad y una de las mayores concentraciones de aves y mamíferos marinos del mundo. La zona ampliada incluye la primera población mundial de pingüino rey, la segunda población de elefante marino, la tercera de león marino subantártico y la ruta migratoria de las ballenas azules. La reserva cuenta con ocho especies de aves endémicas o subendémicas como el cormorán de las Kerguelen o el albatros de Ámsterdam.
La ampliación de la reserva prevé la delimitación de una zona de protección reforzada, del tipo reserva integral, sobre cerca del 50 por ciento de las aguas de San Pablo y Ámsterdam, excluyendo toda actividad industrial y comercial del 23 por ciento de la reserva, unos 375.000 km2.

## Sitio Ramsar

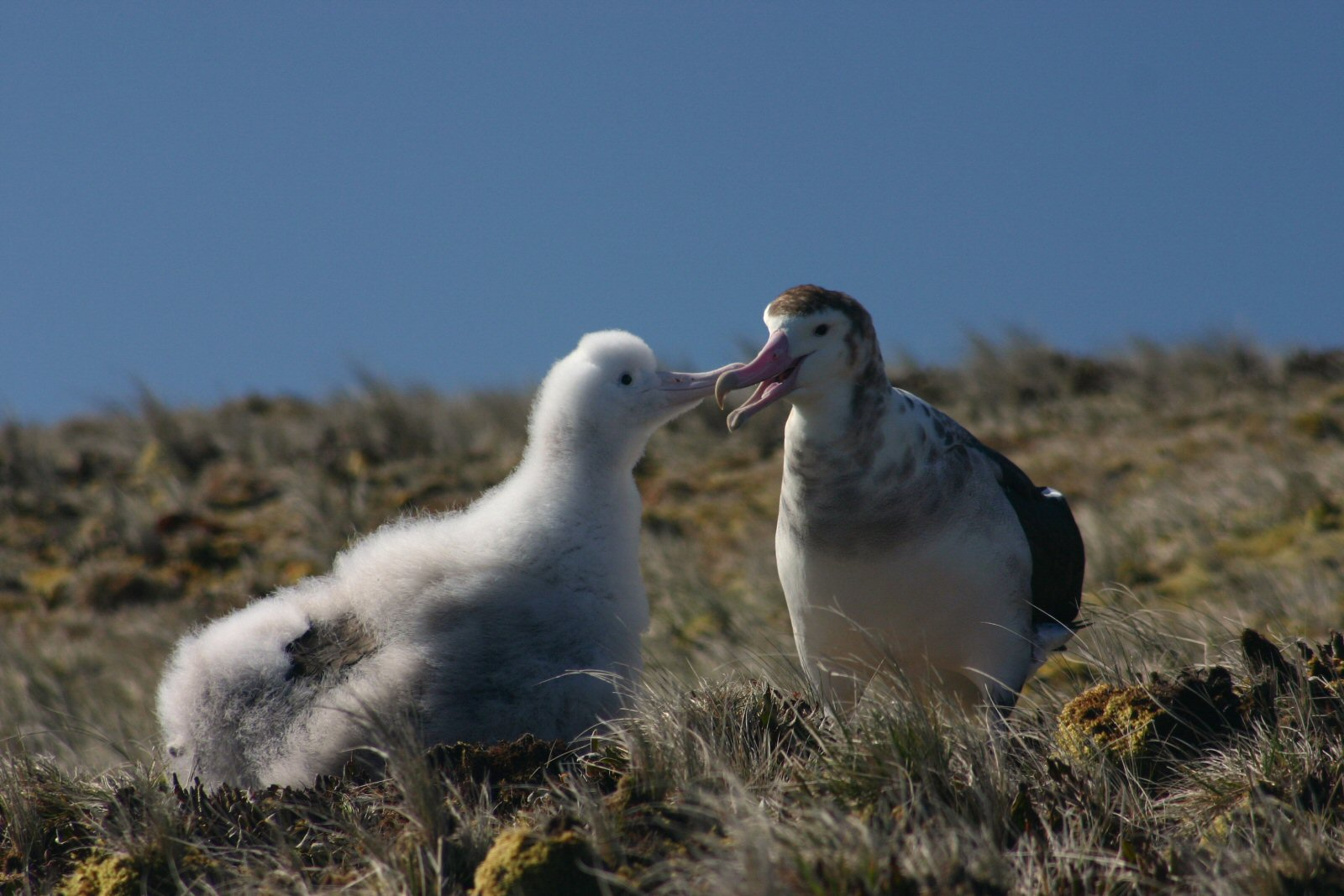
Cría de albatros de Ámsterdam

En 2008, la Reserva natural de las Tierras Australes Francesas se declara sitio Ramsar número 1837 con una extensión de 23.371 km2, lo que representa una pequeña parte de la totalidad de la reserva natural circunscrita a los dos archipiélagos subantárticos de Crozet y Kerguelen, y las dos islas subtropicales de San Pablo y Ámsterdam.
Las islas están muy alejadas unas de otras, separadas por el océano, de forma que las coordenadas dadas para el sitio (48°57′S 67°17′E) son puramente teóricas. El sitio comprende una gran diversidad de tipos de zonas húmedas interiores y costeras: turberas, marismas y lagos, escollos rocosos, estuarios y fiordos. Alberga numerosas especies endémicas, especialmente el pato de Eaton y su subespecie Anas eatoni drygalskii, vulnerables en todo el mundo, así como el albatros de Ámsterdam, en peligro crítico de extinción. Estas islas son un importante refugio y un lugar de nidificación para millones de aves migratorias. También hay numerosos mamíferos marinos, como el elefante marino y el león marino subantártico. La mayor amenaza se debe a la introducción de especies no indígenas como gatos y ratas que son responsables de la disminución de numerosas especies de aves. También están afectadas por el cambio climático.